# Ерік Паузін
Ерік Паузін  (нім. Erik Pausin, 18 квітня 1920 — 1997) — австрійський фігурист, олімпійський медаліст.

## Виступи на Олімпіадах
| Олімпіада                | Дисципліна    | Місце |
| ------------------------ | ------------- | ----- |
| Гарміш-Партенкірхен 1936 | парне катання | 2     |